# Mauro Arteaga
Mauro Siles Arteaga García (Cortegana, 2 de diciembre de 1961) es un médico veterinario y político peruano.

## Biografía
Nació en Celendín, Departamento de Cajamarca, el 2 de diciembre de 1961. Hizo sus estudios primarios en la Escuela N°82391 San Isidro de Celendín y los secundarios en el Colegio Agropecuario - Celendín .  Entre 1982 y 1990 estudió Medicina veterinaria Agrónoma en la Universidad Nacional de Cajamarca. 
Fue elegido alcalde de Celendín para tres periodos: 1996-1998 (Por la Lista independiente No.3; 2003-2006, por el Movimiento Fuerza Celendina y para el periodo 2011-2014, habiendo postulado por el por el Movimiento Afirmación Social a la Alcaldía de Celendín en las elecciones regionales y municipales del Perú de 2010,